# باهون
باهون هي مدينة من مدن هايتي. يبلغ عدد سكانها 17,417 نسمة وذلك حسب إحصائيات سنة 2003. يبلغ ارتفاع المدينة عن سطح البحر قرابة 171 متر.